# Fins voetbalelftal in 2009
Het Fins voetbalelftal speelde in totaal elf interlands in het jaar 2009, waarvan zeven wedstrijden in de kwalificatiereeks voor het WK voetbal 2010 in Zuid-Afrika. De ploeg onder leiding van de Schotse trainer-coach Stuart Baxter eindigde als derde in groep 4, achter groepswinnaar Duitsland en Rusland. Op de FIFA-wereldranglijst handhaafde Finland zich in 2009 op de 55ste plaats. Zowel in januari 2009 als in december 2009 bezette de ploeg die positie.

## Balans
| Wedstrijden | Wedstrijden | Wedstrijden | Wedstrijden | Doelpunten | Doelpunten | Doelpunten | Punten |
| Gespeeld    | Winst       | Gelijk      | Verlies     | Voor       | Tegen      | Saldo      | Punten |
| ----------- | ----------- | ----------- | ----------- | ---------- | ---------- | ---------- | ------ |
| 11          | 4           | 2           | 5           | 13         | 18         | –5         | 0.909  |

## Interlands
|                                                                 |                                                                                                |       |                   |                                                                                  |
| 4 februari Vriendschappelijk № 693 «onderlinge duels» 18:00 uur | Japan                                                                                          | 5 – 1 | Finland           | Olympisch Stadion, Tokio Toeschouwers: 34.532 Scheidsrechter: Huang Junjie (CHN) |
| 4 februari Vriendschappelijk № 693 «onderlinge duels» 18:00 uur | Shinji Okazaki 15' Shinji Okazaki 32' Shinji Kagawa 44' Yuji Nakazawa 57' Michihiro Yasuda 86' |       | 50' Roni Porokara | Olympisch Stadion, Tokio Toeschouwers: 34.532 Scheidsrechter: Huang Junjie (CHN) |

|                                                                  |                              |       |         |                                                                                  |
| 11 februari Vriendschappelijk № 694 «onderlinge duels» 20:45 uur | Portugal                     | 1 – 0 | Finland | Estádio Algarve, Faro Toeschouwers: 19.834 Scheidsrechter: Carlo Bertolini (SUI) |
| 11 februari Vriendschappelijk № 694 «onderlinge duels» 20:45 uur | Cristiano Ronaldo 77' (pen.) |       |         | Estádio Algarve, Faro Toeschouwers: 19.834 Scheidsrechter: Carlo Bertolini (SUI) |

|                                                             |       |                                         |         |                                                                                          |
| 28 maart WK-kwalificatie № 695 «onderlinge duels» 15:00 uur | Wales | 0 – 2                                   | Finland | Millennium Stadium, Cardiff Toeschouwers: 22.604 Scheidsrechter: Eduardo Iturralde (ESP) |
| 28 maart WK-kwalificatie № 695 «onderlinge duels» 15:00 uur |       | 42' Jonatan Johansson 90+1' Shefki Kuqi |         | Millennium Stadium, Cardiff Toeschouwers: 22.604 Scheidsrechter: Eduardo Iturralde (ESP) |

|                                                              |                                                                      |       |                                                |                                                                              |
| 1 april Vriendschappelijk № 696 «onderlinge duels» 18:00 uur | Noorwegen                                                            | 3 – 2 | Finland                                        | Ullevaal Stadion, Oslo Toeschouwers: 15.212 Scheidsrechter: Rob Styles (ENG) |
| 1 april Vriendschappelijk № 696 «onderlinge duels» 18:00 uur | John Arne Riise 56' Jon Inge Høiland 90' Morten Gamst Pedersen 90+2' |       | 39' Jonatan Johansson 90+1' Aleksej Jerjomenko | Ullevaal Stadion, Oslo Toeschouwers: 15.212 Scheidsrechter: Rob Styles (ENG) |

|                                                           |                                           |       |                 |                                                                                   |
| 6 juni WK-kwalificatie № 697 «onderlinge duels» 17:00 uur | Finland                                   | 2 – 1 | Liechtenstein   | Olympiastadion, Helsinki Toeschouwers: 20.319 Scheidsrechter: Libor Kovarik (CZE) |
| 6 juni WK-kwalificatie № 697 «onderlinge duels» 17:00 uur | Mikael Forssell 33' Jonatan Johansson 71' |       | 14' Mario Frick | Olympiastadion, Helsinki Toeschouwers: 20.319 Scheidsrechter: Libor Kovarik (CZE) |

|                                                            |         |                                                                         |         |                                                                                   |
| 10 juni WK-kwalificatie № 698 «onderlinge duels» 18:30 uur | Finland | 0 – 3                                                                   | Rusland | Olympiastadion, Helsinki Toeschouwers: 37.028 Scheidsrechter: Konrad Plautz (AUT) |
| 10 juni WK-kwalificatie № 698 «onderlinge duels» 18:30 uur |         | 26' Aleksandr Kerzjakov 53' Aleksandr Kerzjakov 71' Konstantin Zyrjanov |         | Olympiastadion, Helsinki Toeschouwers: 37.028 Scheidsrechter: Konrad Plautz (AUT) |

|                                                                  |                    |       |         |                                                                                     |
| 12 augustus Vriendschappelijk № 699 «onderlinge duels» 19:00 uur | Zweden             | 1 – 0 | Finland | Råsunda Stadion, Stockholm Toeschouwers: 15.212 Scheidsrechter: Fredy Fautrel (FRA) |
| 12 augustus Vriendschappelijk № 699 «onderlinge duels» 19:00 uur | Johan Elmander 42' |       |         | Råsunda Stadion, Stockholm Toeschouwers: 15.212 Scheidsrechter: Fredy Fautrel (FRA) |

|                                                                |                    |       |                                         |                                                                                        |
| 5 september WK-kwalificatie № 700 «onderlinge duels» 16:00 uur | Azerbeidzjan       | 1 – 2 | Finland                                 | Lənkəran Stadion, Lənkəran Toeschouwers: 12.000 Scheidsrechter: Stelios Trifonos (CYP) |
| 5 september WK-kwalificatie № 700 «onderlinge duels» 16:00 uur | Elvin Mammadov 49' |       | 74' Hannu Tihinen 85' Jonatan Johansson | Lənkəran Stadion, Lənkəran Toeschouwers: 12.000 Scheidsrechter: Stelios Trifonos (CYP) |

|                                                                |                       |       |                          |                                                                       |
| 9 september WK-kwalificatie № 701 «onderlinge duels» 19:30 uur | Liechtenstein         | 1 – 1 | Finland                  | Rheinpark, Vaduz Toeschouwers: 3.132 Scheidsrechter: Novo Panic (BIH) |
| 9 september WK-kwalificatie № 701 «onderlinge duels» 19:30 uur | Michele Polverino 75' |       | 73' (pen.) Jari Litmanen | Rheinpark, Vaduz Toeschouwers: 3.132 Scheidsrechter: Novo Panic (BIH) |

|                                                               |                                       |       |                   |                                                                                   |
| 10 oktober WK-kwalificatie № 702 «onderlinge duels» 15:00 uur | Finland                               | 2 – 1 | Wales             | Olympiastadion, Helsinki Toeschouwers: 14.000 Scheidsrechter: Milorad Mažić (SRB) |
| 10 oktober WK-kwalificatie № 702 «onderlinge duels» 15:00 uur | Roni Porokara 5' Niklas Moisander 77' |       | 17' Craig Bellamy | Olympiastadion, Helsinki Toeschouwers: 14.000 Scheidsrechter: Milorad Mažić (SRB) |

|                                                               |                      |       |                       |                                                                                        |
| 14 oktober WK-kwalificatie № 703 «onderlinge duels» 17:00 uur | Duitsland            | 1 – 1 | Finland               | HSH Nordbank Arena, Hamburg Toeschouwers: 51.500 Scheidsrechter: Martin Atkinson (ENG) |
| 14 oktober WK-kwalificatie № 703 «onderlinge duels» 17:00 uur | Lukas Podolski 90+1' |       | 11' Jonatan Johansson | HSH Nordbank Arena, Hamburg Toeschouwers: 51.500 Scheidsrechter: Martin Atkinson (ENG) |

## FIFA-wereldranglijst
| JAN | FEB | MAR | APR | MEI | JUN | JUL | AUG | SEP | OKT | NOV | DEC |
| --- | --- | --- | --- | --- | --- | --- | --- | --- | --- | --- | --- |
| 55  | 61  | 57  | 51  | 51  | 49  | 52  | 52  | 61  | 57  | 54  | 55  |

## Statistieken
| Jussi Jääskeläinen | 1975-04-19 | Bolton Wanderers    | 8  | 0 | 0 | 55  | 0  |
| Niki Mäenpää       | 1985-01-23 | Willem II           | 1  | 1 | 0 | 4   | 0  |
| Otto Fredrikson    | 1981-11-30 | Lillestrøm SK       | 1  | 0 | 0 | 3   | 0  |
| Tomi Maanoja       | 1986-09-12 | AIK Solna           | 1  | 0 | 0 | 1   | 0  |
| Verdediging        |            |                     |    |   |   |     |    |
| Petri Pasanen      | 1980-09-24 | Werder Bremen       | 9  | 0 | 0 | 57  | 0  |
| Hannu Tihinen      | 1976-07-01 | FC Zürich           | 8  | 0 | 1 | 76  | 5  |
| Sami Hyypiä        | 1973-10-07 | Bayer 04 Leverkusen | 8  | 0 | 0 | 103 | 5  |
| Markus Heikkinen   | 1978-10-13 | Rapid Wien          | 7  | 2 | 0 | 50  | 0  |
| Niklas Moisander   | 1985-09-29 | AZ Alkmaar          | 5  | 1 | 1 | 8   | 1  |
| Toni Kallio        | 1978-08-09 | Sheffield United    | 5  | 0 | 0 | 48  | 2  |
| Toni Kuivasto      | 1975-12-31 | Djurgårdens IF      | 1  | 1 | 0 | 75  | 1  |
| Ari Nyman          | 1984-02-07 | FC Inter Turku      | 1  | 1 | 0 | 20  | 0  |
| Joni Aho           | 1986-04-12 | FC Inter Turku      | 1  | 0 | 0 | 1   | 0  |
| Markus Halsti      | 1984-03-19 | Malmö FF            | 1  | 0 | 0 | 3   | 0  |
| Tuomo Turunen      | 1987-08-30 | IFK Göteborg        | 1  | 0 | 0 | 1   | 0  |
| Mehmet Hetemaj     | 1987-12-08 | UC AlbinoLeffe      | 0  | 1 | 0 | 1   | 0  |
| Jukka Raitala      | 1988-09-15 | TSG Hoffenheim      | 0  | 1 | 0 | 1   | 0  |
| Middenveld         |            |                     |    |   |   |     |    |
| Jari Litmanen      | 1971-02-20 | FC Lahti            | 10 | 1 | 1 | 129 | 31 |
| Roman Jerjomenko   | 1987-03-19 | Dinamo Kiev         | 10 | 0 | 0 | 24  | 0  |
| Aleksej Jerjomenko | 1983-03-24 | Metalist Charkov    | 5  | 3 | 1 | 43  | 13 |
| Tim Sparv          | 1987-02-20 | FC Groningen        | 4  | 1 | 0 | 5   | 0  |
| Joonas Kolkka      | 1974-09-28 | NAC Breda           | 3  | 4 | 0 | 97  | 12 |
| Veli Lampi         | 1984-07-18 | FC Aarau            | 3  | 1 | 0 | 16  | 0  |
| Teemu Tainio       | 1979-11-27 | Birmingham City     | 2  | 2 | 0 | 50  | 6  |
| Kasper Hämäläinen  | 1986-08-08 | TPS Turku           | 1  | 2 | 0 | 4   | 0  |
| Kari Arkivuo       | 1983-06-23 | Go Ahead Eagles     | 1  | 0 | 0 | 8   | 0  |
| Jussi Kujala       | 1983-04-04 | De Graafschap       | 1  | 0 | 0 | 5   | 0  |
| Daniel Sjölund     | 1983-04-22 | Djurgårdens IF      | 0  | 4 | 0 | 22  | 1  |
| Përparim Hetemaj   | 1986-12-12 | Brescia Calcio      | 0  | 2 | 0 | 2   | 0  |
| Aanval             |            |                     |    |   |   |     |    |
| Jonatan Johansson  | 1975-08-16 | St. Johnstone       | 9  | 0 | 5 | 100 | 22 |
| Mikael Forssell    | 1981-03-15 | Hannover 96         | 6  | 0 | 1 | 65  | 19 |
| Roni Porokara      | 1983-12-12 | Örebro SK           | 5  | 1 | 2 | 9   | 2  |
| Shefki Kuqi        | 1976-11-10 | Swansea City        | 1  | 7 | 1 | 60  | 8  |
| Berat Sadik        | 1986-09-14 | SV Zulte Waregem    | 1  | 1 | 0 | 4   | 0  |
| Niklas Tarvajärvi  | 1983-03-13 | Karlsruher SC       | 1  | 0 | 0 | 4   | 0  |
| Juha Hakola        | 1987-10-27 | Heracles Almelo     | 0  | 1 | 0 | 1   | 0  |
| Jarno Parikka      | 1986-07-21 | HJK Helsinki        | 0  | 1 | 0 | 1   | 0  |
| Teemu Pukki        | 1990-03-29 | Sevilla Atlético    | 0  | 1 | 0 | 1   | 0  |